# Mato Leitão
Mato Leitão är en kommun i Brasilien.   Den ligger i delstaten Rio Grande do Sul, i den södra delen av landet, 1 600 km söder om huvudstaden Brasília. Antalet invånare är 3 869.
Trakten runt Mato Leitão består till största delen av jordbruksmark. Runt Mato Leitão är det ganska tätbefolkat, med 67 invånare per kvadratkilometer.